# Большое Андосово
Большо́е Андо́сово — село в Пильнинском районе Нижегородской области, административный центр Большеандосовского сельсовета. Расположено у реки Анда.
Ранее входило в состав Сергачского уезда. В селе располагался один из главных базаров уезда для продажи хлеба. Хлеб отсюда отправлялся в село Лысково и на пристань по реке Суре.
В селе родился Герой Советского Союза Н. С. Давыдов. Его именем названа школа, на её здании установлена мемориальная доска.
24 марта 2009 года в селе Большое Андосово побывал Губернатор Нижегородской области Валерий Шанцев, где принял участие в торжественном пуске газа в селе Большое Андосово.

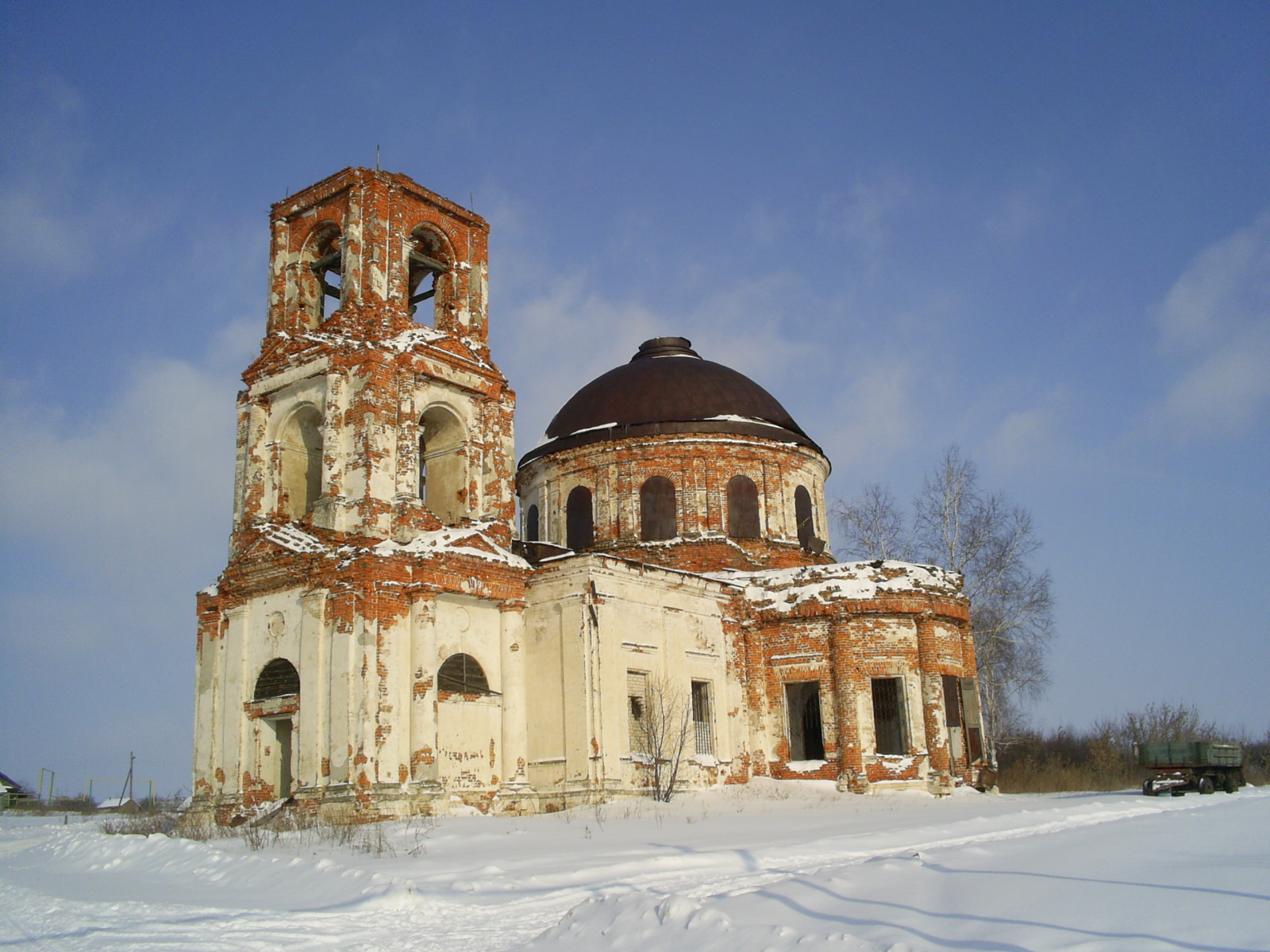
Здание храма Святой Троицы в селе Ожгибовка

Ранее селе в селе была трехпрестольная церковь в честь святой Живоначальной Троицы, средства на постройку которой выделил Иван Грозный.
В книге об истории Нижегородского края архимандрита Макария «Памятник церковных древностей» сообщается о существования ещё двухпрестольного Троицкого деревянного храма в этом селе. В начале 1980-х годов здание церкви было разрушено, но в селе Ожгибовка сохранился точно такой же храм, который также освящен в честь святой Живоначальной Троицы.
5 ноября 2010 года на месте разрушенного храма был поставлен поклонный крест. Инициатором установки креста стала уроженка села, выступающая за восстановление храма.